# مایکل نایمن
مایکل نایمن (انگلیسی: Michael Laurence Nyman؛ زادهٔ ۲۳ مارس ۱۹۴۴) یک آهنگساز اهل انگلستان است.

## گزیدهٔ فیلم‌شناسی
- ۱۹۸۳ - روایت نلی
- ۱۹۹۷ – گاتاکا
- ۱۹۷۶ - اون پائین به کارت ادامه بده
- ۱۹۹۳ - پیانو